# Jiří X. Doležal
Jiří X. Doležal, známý také pod zkratkou JXD (* 28. února 1965 Jindřichův Hradec) je český novinář, publicista, spisovatel a aktivista, vystudovaný sociální psycholog, amatérský paleontolog a malakolog. V letech 1991–2019 byl redaktorem týdeníku Reflex, v letech 2020–2024 spolupracoval s internetovým deníkem Forum24.cz. Byl známý jako první propagátor legalizace rekreačního užívání marihuany v Česku.

## Život a profesní dráha
Vystudoval psychologii na Filozofické fakultě Univerzity Karlovy v Praze. Počátkem 90. let pracoval v redakci periodika Zrcadlo, Občanského deníku a týdeníku Fórum; po jeho zániku pracoval od roku 1991 v časopise Reflex, na jehož profilaci se výrazně podílel a stal se jedním z jeho erbovních redaktorů.
O problematice drog napsal do Reflexu mnoho reportáží, k nimž si často sám pořizoval fotografie, a vydal také řadu knih. Dále se zabýval problematikou krajně pravicových extremistických skupin, příležitostně i různých náboženských sekt, kritikou českých zákonů omezujících obchod s ohroženými zvířaty, zejména plazy. Známý je i články s ostrou kritikou operačního systému Linux a jeho příznivců, k níž došel po krátkém období nadšení, a exkursy do počítačové bezpečnosti („hackerství“); ty byly ovšem kritizovány jako nedostatečně fundované, provokativní a podjaté.
V létě 2000 vytvořil projekt Nekoukat.cz, kdy po dobu jednoho měsíce umožňoval nahlížet do svého soukromí přes webovou kameru. Od roku 2004 pořádá Reflex Cannabis Cup – soutěž o nejkrásnější rostlinu konopí setého vypěstovanou v ČR. V roce 2006 vytvořil projekt „virtuální recyklace“ opuštěných želv nádherných s názvem Společenství templářů Nežer želvu! Nechával nahlížet přes webovou kameru do soukromí některých svých želv na již ukončeném serveru zelvy.net.
Dne 6. června 2008 zahájil Jiří X. Doležal hladovku na podporu americké vojenské základny s radarovou stanicí protiraketového obranného systému na území ČR a „proti populismu českých politiků v této záležitosti“.
V roce 2011 se pro týdeník Legalizace vyjádřil, že končí své aktivistické konání ve věci legalizace marihuany pro nepotřebnost. Přesto byl ještě v roce 2013 obviněn Policií ČR z trestného činu šíření toxikomanie tiskem za publikaci anekdoty o konopí v týdeníku Reflex. Usnesení o zahájení jeho trestního stíhání bylo následně na pokyn nadřízeného Městského státního zastupitelství v Praze zrušeno s tím, že Doležalovo konání nebylo trestným činem. V letech 2015–2019 se soustavně věnoval především tématu „prodavačů vzduchu“ – podvodníků nabízejících předražené či bezcenné služby a produkty (především léčitelského rázu), zacílené na zranitelné a znevýhodněné skupiny lidí – a problematice iracionality ve společnosti. Několikrát týdně publikoval své komentáře společenského a politického dění na serveru týdeníku Reflex.
Na podzim 2019 odešel z týdeníku Reflex z etických důvodů, aby se dle vlastních slov distancoval od útoků na klimatické aktivisty a výzvy k diskriminaci učitelů, kteří ve školách hovoří o globálním oteplování, vznesenou šéfredaktorem časopisu Markem Stonišem. V letech 2020–2024 spolupracoval s internetovým deníkem Forum24.cz.
Jiří X. Doležal byl dvakrát ženatý, první manželství uzavřel v roce 2000 s výtvarnicí-fotografkou Idou Saudkovou, druhé v roce 2009 s psycholožkou Alexandrou Hrouzkovou (tento vztah oba řízeně medializovali ve formě určité reality-show, resp. sociologického experimentu). Je bezdětný. S druhou manželkou se rozvedl v roce 2012.
Ve volném čase se zabýval amatérskou paleontologií prvohor, a jím zveřejněná nálezová zpráva o možné migraci trilobitů Conocoryphe cirina (Barrande, 1846) vyvolala širokou negativní anonymní odezvu odborné paleontologické obce. Poté, co mu onemocnění pohybového aparátu znemožnilo další sběratelskou činnost, začal se jako hobby věnovat observaci behaviorálních projevů monstra simplex Helix aspersa (O. F. Müller, 1774) a behaviorálních vzorců defekace gastropodů clade Eupulmonata. V roce 2019 publikoval v časopise Veronica výsledek analýzy ulit z 40 lokalit, který ukázal, že průměrná délka ulity hlemýždě zahradního (Helix pomatia Linnaeus, 1758) v ČR činí 38,5 mm. Výsledky observace průběžně zveřejňuje na svém serveru snailmutants.org, vytváří výtvarné objekty a instalace, píše haiku a brousí meče. V září 2020 vyhrál soutěž villonovské balady, uspořádanou spolkem pro literaturu Saturninova obývací loď Anny Valentové na téma Prokletí.

## Politické postoje

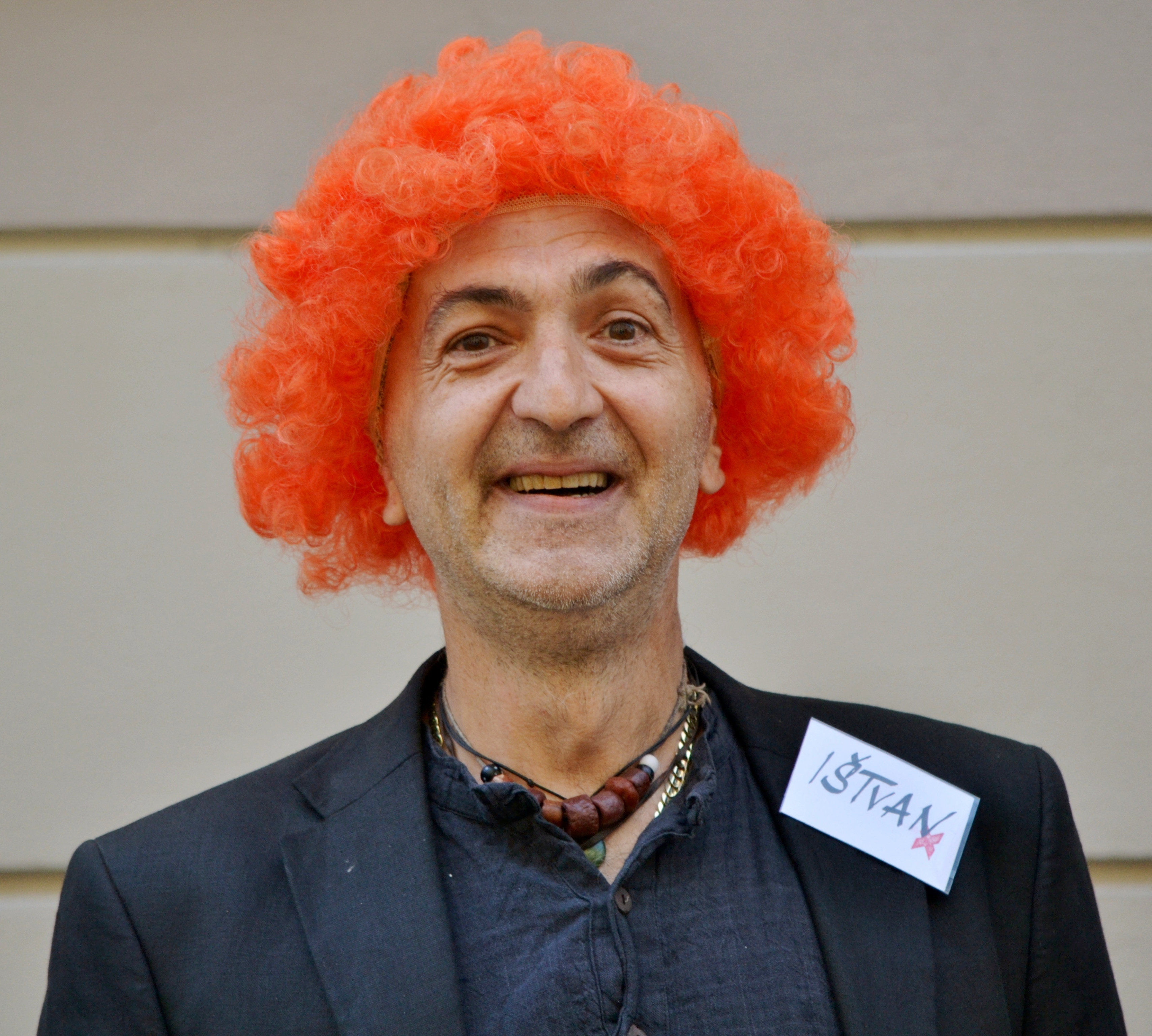
Jiří X. Doležal kritizoval státního zástupce Ivo Ištvana, který v roce 2013 zahájil tzv. kauzu Nagyová, která vyústila v pád vlády Petra Nečase.

Jiří X. Doležal varuje před migrační vlnou uprchlíků do Evropy a v prosinci 2017 napsal: „Vítací politika prostě selhala, čísla z reality ukazují, že jsme si sem nepustili milion lidí zajímajících se o práci, ale že přišel skoro milion líných flákačů, které musí živit Evropané.“
Ve volbách do Poslanecké sněmovny 2017 volil ODS. Výsledky voleb okomentoval slovy „Když přemýšlím nad výsledky voleb, napadá mne svatokrádežná myšlenka: Nejsou ti Češi přece jenom banda čuráků?“
V prezidentských volbách 2018 podpořil Jiřího Drahoše, který je podle Jiřího X. Doležala „vzdělaný gentleman“, zatímco Miloše Zemana označil za „osobu pohrdající demokracií“, za „venkovský lihovar“ a za „Ovara moskevského“, který chce z České republiky udělat „svazovou republiku Ruské federace“.
V roce 2023 kritizoval demonstrace uspořádané Jindřichem Rajchlem a označil ho za dezinformátora a „celospolečenskou bezpečnostní hrozbu“.
Vyjádřil podporu Izraeli během války v Pásmu Gazy a vyzval k deportaci všech Arabů podporujících Hamás.

## Publikační činnost
- Doležal, Jiří X. (1993). Marihuana. Praha: Kumul Press, 1993. [Bez ISBN, popřevratový samizdat].
- Doležal, Jiří X. (1997). Marihuana. Olomouc: Votobia, 1997. ISBN 80-7198-171-0
- Doležal, Jiří X. (1997). Klášter. Olomouc: Votobia, 1997. ISBN 80-7198-186-9
- Doležal, Jiří X. (1997). Zkouřená země. Olomouc: Votobia, 1997. ISBN 80-7198-219-9
- Doležal, Jiří X. (1998). Bezbolestná kastrace: encyklopedie lidového léčitelství. Praha: Formát, 1998. ISBN 80-86155-20-X
- Doležal, Jiří X. (1998). Jak se berou drogy. Praha: Formát, 1998. ISBN 80-86155-11-0
- Doležal, Jiří X. (2000). Marihuana 2000. Praha: Baronet, 2000. ISBN 80-7214-291-7
- Doležal, Jiří X. (2006). Léčba Černou Voltou : pouští a pralesem Afriky i vlastního nitra. Praha: Ringier ČR a Daranus, Edice Reflex. ISBN 80-87033-02-7
- Doležal, Jiří X. (2006). Pražská ZOO : její zvířata a lidé. Praha: Ringier ČR a Daranus, Edice Reflex. ISBN 80-87033-05-1
- Doležal, Jiří X. (2008). Psychoželva Leesa a lov rohatých zmijí. Praha: Brána, 2008. ISBN 978-80-7243-375-9
- Doležal, Jiří X. (2010). Marihuana : užitečné rady. Praha: Levné knihy, 2010. ISBN 978-80-7309-894-0
- Doležal, Jiří X. (2010). Miluj sám sebe, ale s kondomem. Praha: Český spisovatel, 2010. ISBN 978-80-87391-62-4
- Doležal, Jiří X. a Knížek, František (2015). Chování trilobitů jineckého drumianu. Praha: Jonathan Livingston, 2015. ISBN 978-80-87835-84-5
- Doležal, Jiří X. (2018). Sliz levotočivého šneka. Praha, Jonathan Livingstone. Neprodejné. 200 číslovaných a signovaných výtisků. ISBN 978-80-7551-083-9
- Doležal, Jiří X. (2018). Velký obrazový atlas zen. Jonathan Livingston. EAN: 9788075511188. ISBN 978-80-7551-118-8
- Doležal, Jiří X. (2020). Tato sekta nebere členy! (77 kóanů levotočivého šneka). Praha: bezvydavatele.cz. ISBN 978-80-7551-118-8
- Doležal, Jiří X. (2020). Greta v Pyčobani. Praha: Nakladatelství Cyrrus Trade. ISBN 978-80-7504-584-3
- Doležal, Jiří X. (2020). spiknutí hodných - 49 haiku. Praha, Bookla. ISBN 978-80-7568-273-4
- Doležal, Jiří X. (2020). 12. 12. 2020 (47 haiku). Praha, Bookla. ISBN 978-80-7568-298-7
- Doležal, Jiří X. (2021). čas je jenom klam. 49 (72) haiku. Praha, Doležal Jiří. ISBN 978-80-11-00701-0
- Doležal, Jiří X. (2022). 22:22:22, 22. 2. 2022 (49 haiku). Praha, Doležal Jiří. ISBN 978-80-11-02542-7
- Doležal, Jiří X. (2024). Zbroj ze slov 49 haiku. Praha, Doležal Jiří. ISBN 978-80-11-05345-1

## Film
- DOLEŽAL, Jiří X.; ZÍTKA, Petr; UHLÁŘ, Pavel a JEDINÁK, Petr. Jak mysleli neandrtálci? [online]. Publikováno 30. 4. 2015 [cit. 12. 11. 2015]. Dokumentární film z oblasti experimentální archeologie ukazuje na příkladu výroby pěstního klínu, že neandrtálci byli schopni mnohem rozvinutějších myšlenkových procesů, než dosud věda předpokládala. Archeolog Petr Zítka a psycholog Pavel Uhlář popisují při výrobě pěstního klínu myšlenkové procesy v hlavě neandrtálce.

## Dokument
Igor Chaun o Jiřím X. Doležalovi natočil dokumentární film Nepřesaditelný, který měl světovou premiéru na Mezinárodním filmovém festivalu Karlovy Vary v červenci 2017.

## Rozhlas, rozhovor
DOLEŽAL, Jiří X.; TACHECÍ, Barbora a Kateřina CHVÁTALOVÁ. Reflex nemůže za to, že je jediný kvalitní společenský časopis, říká Jiří X. Doležal. In: Český rozhlas Plus [online]. 9. září 2017 [cit. 10. 9. 2017]. Osobnost Plus. Premiéra 9. 9. 2017 v 11.07 hod., repríza 10. 9. 2017 v 15.07 hod. 48 minut.